# Arrivederci Italia
Arrivederci Italia è il quarto album del cantautore italiano Ennio Rega, pubblicato il 21 settembre 2011 da Scaramuccia Music/Edel.

## Descrizione
Ha ricevuto il Premio Lunezia 2012 e il Premio Brassens 2013.
Segue l'album lo scatto tattile pubblicato nel 2007. A differenza del precedente, contaminato da sonorità elettriche,  "Arrivederci Italia" (Scaramuccia Music /Edel)  ha un suono fondamentalmente acustico. L'album, arrangiato da Ennio Rega e Lutte Berg, missato dall'americana Marti Jane Robertson alle Officine Meccaniche di Mauro Pagani, si compone di 15 tracce, di cui 12 inediti, ha uno stile jazzistico, contaminato da classica e popolare.
Al centro di questo concept album c'è il tema della solitudine come conseguenza del vuoto culturale dell'Italia del 2000. Nell'album storie di vita come Rosa di fiori finti, Giovannino, Io Lino e Lia, Lo sciancato, due brani autobiografici Ballata della via larga e Lungo i tornanti, e c'è anche impegno civile espresso mediante un'analisi filosofica del sociale nei brani Italia Irrilevante, Il più labile dei dati, La teppa dei marchettari.
Libertà è una poesia di Fernando Pessoa musicata da Rega, da segnalare una cover di Luigi Tenco Ragazzo mio.

## Tracce
1. Sbriciolo ai corvi
2. Il più labile dei dati
3. La curva del gatto
4. Giovannino
5. Italia irrilevante
6. Ballata della via larga
7. La teppa dei marchettari
8. La buca
9. Lo sciancato
10. Libertà
11. Rosa di fiori finti
12. Io Lino e Lia
13. Ragazzo mio
14. Lungo i tornanti
15. Porcapolka

## Formazione
- Ennio Rega – voce - pianoforte
- Lutte Berg – chitarre
- Paolo Innarella – sassofono, flauti
- Luca Pirozzi – basso
- Pietro Iodice – batteria
- Luigi De Filippi – violino
- Denis Negroponte – fisarmonica
- Massimo Pirone – tuba
- Sergio Vitale – tromba